# Äntligen Tisdag
Äntligen Tisdag var ett radioprogram i humorgenren i Sveriges Radio P3 som sändes år 2006. Medverkande var Stefan Livh, Kent Norberg, Janne Palmén och Jocke Boberg. Kalle Sändare (Carl-Axel Thernberg) kunde också höras i programmet.